# Adenovirusi
Adenovirusi (znanstveno ime Adenoviridae) so družina virusov. Genom adenovirusov je linearna molekula dvojnovijačne DNK. Virusne prepisovalne enote delijo na zgodnje (zapis za E1, E2, E3 in E4), zadrževalno zgodnje (zapis za IX in Iva) in pozne gene, glede na časovno ekspresijo v primerjavi z začetkom podvojevanja virusne DNK. Produkti zgodnjih genov so večinoma vpleteni pri prepisovanju adenovirusnega gena, podvajanju virusne DNK, zaviranju gostiteljskega imunskega odziva in inhibiciji celične apoptoze. »Pozni« proteini so strukturni, ki predstavljajo virusne sestavine, in regulacijski, ki prekinejo sintezo »zgodnjih« proteinov.  Prvi gen, ki je izražen po virusni infekciji, je E1A in je najbolj pomemben prepisovalni aktivator za ostale gene.

## Virologija

### Klasifikacija
Ta družina vsebuje sledeče rodove:
- Atadenovirus
- Aviadenovirus
- Ichtadenovirus
- Mastadenovirus (vklučnoz človeškimi adenovirusi)
- Siadenovirus
- Testadenovirus

### Razmnoževanje adenovirusov
Tako kot pri retrovirusih lahko adenovirusi vstopijo v celico šele, ko se ligandi na površini golih ikozaedričnih virusov pritrdijo na specifični receptor. Pri adenovirusih gre za proteinsko palčko, ki prepoznava antigene PHK II epitelijskih celic, sluznic dihal in prebavil. Po uspešni pritrditvi virusi vstopajo v celice z endocitozo. Pri tem se napravi endosom (mešiček), ki se odščipne in sprosti v citoplazmo. Znotraj celice se endosom zlije z lizosomom v endolizosom. Zaradi znižanja pH v endolizosomu se spremeni prostorska zgradba nekaterih virusnih proteinov. S tem se omogoči prehod kapside v citoplazmo.
Dvojnovijačna DNA se pomnožuje in prepisuje v jedru. Prepisovanje omogoči celična od DNA odvisna polimerazna DNA. Policistronske mRNA se cepijo v monocistronske mRNA. Virusi se navadno sprostijo, ko se celica razkroji.